# 이비라푸에라 공원

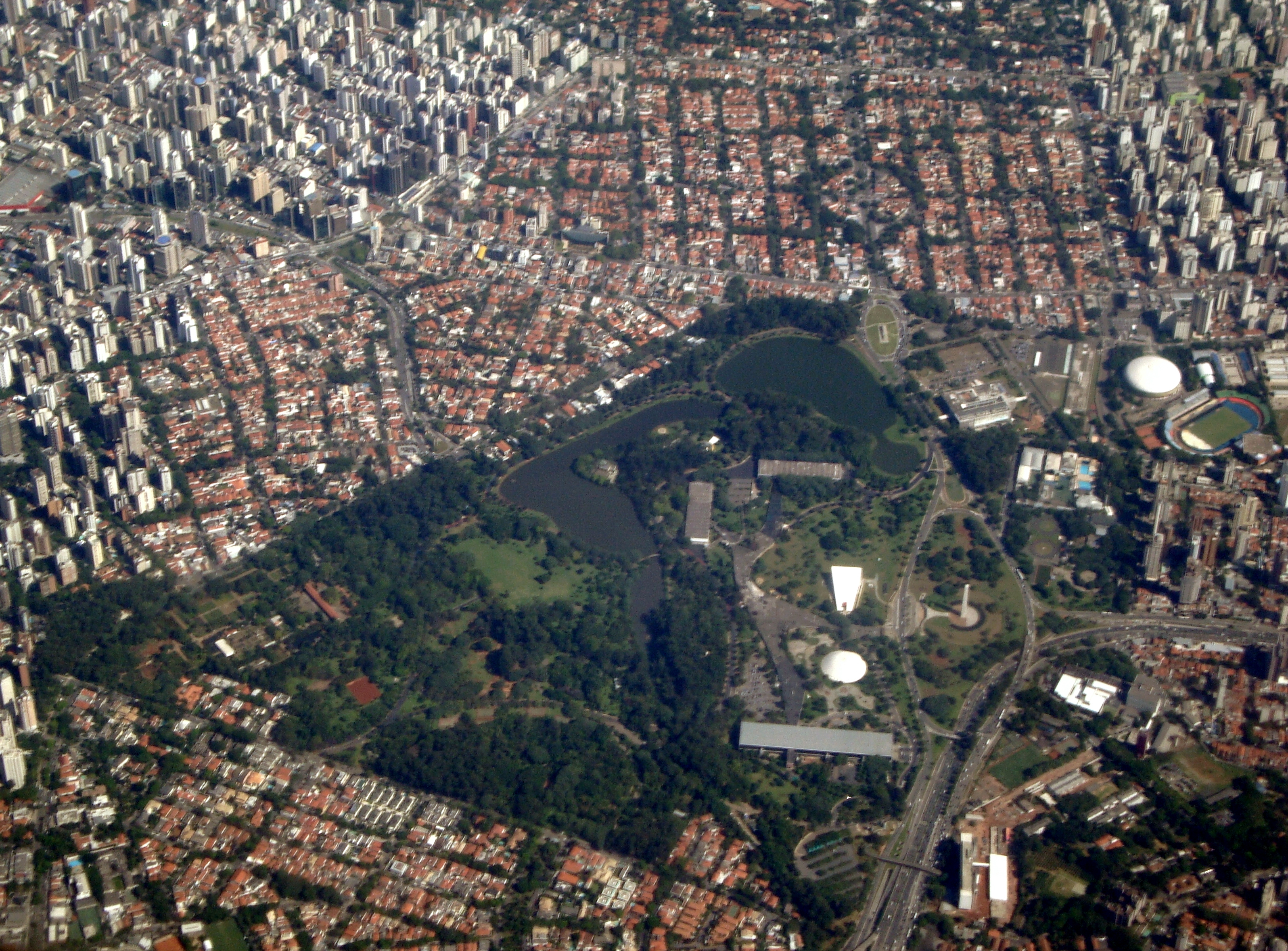
이비라푸에라 공원

이비라푸에라 공원(Parque do Ibirapuera)는 브라질 상파울루에 위치한 공원이다. 상파울루 시의 400주년을 기념하기 위해 만들어지기 시작하여 1954년 8월 21일에 개장하였다. 공원의 면적은 1,584km2이며 도보, 산책로 및 자전거 도로 등이 있다.

## 같이 보기
- 오스카르 니에메예르